# Copelatus bacchusi
Copelatus bacchusi es una especie de escarabajo buceador del género Copelatus, de la subfamilia Copelatinae, en la familia Dytiscidae. Fue descrito por Wewalka en 1981.